# Гальберштадт Віталій Йосипович
Віталій Йосипович Гальберштадт (рос. Виталий Осипович (Иосифович) Гальберштадт; фр. Vitaly Halberstadt; 20 березня 1903, Одеса — 25 жовтня 1967, Париж) — французький шахіст і етюдист. Міжнародний майстер та суддя міжнародної категорії з шахової композиції (1957). «Це був видатний шаховий композитор, етюди якого відрізнялися витонченістю і служили посібником щодо ендшпилів».

## Біографія
Народився в Одесі, після громадянської війни його родина емігрувала до Франції. В 1925 22-річний Гальберштадт розділив перше місце в шаховому чемпіонаті Парижа з Абрамом Барацем. Він і надалі брав участь у багатьох французьких турнірах та чемпіонатах. У 1956-1966 роках Гальберштадт редагував розділ етюдів журналу «Thèmes-64». «Одружився з російською, добре знав російську мову та охоче допомагав колегам з СРСР, які відвідували Париж».
Почав складати етюди з 1924 року. Всього опублікував близько 200 етюдів та 25 завдань, з яких 20 відзначені першими призами на конкурсах, а 19 включені до «Альбомів ФІДЕ». Як і його друг Андре Шерон, Гальберштадт віддавав перевагу темам аналітичного характеру. Після трагічної загибелі його дружини у дорожній аварії на початку 1960-х років залишив заняття композицією.
У 1937 році був присвячений масонство в російській паризькій ложі «Гермес» № 558 Великої ложі Франції, обіймав у ній різні посади; (Обрядоначальник, експерт, воротар, зберігач друку тощо). Після закриття ложі (1956) разом з останніми її членами приєднався до іншої російської ложі — Астрея № 500, членом якої був до смерті.
Похований у Парижі, на цвинтарі Отой.

## Праці
- Halberstadt V., Duchamp M. L’Opposition et les cases conjugées sont réconciliées. Paris — Bruxelles: 1932.
- Halberstadt V. Curiosités tactiques des finales. Paris: 1954. Тут 77 його етюдів.